# 成田浩
成田 浩 (なりた ひろし、1947年 <昭和22年> - 2024年 <令和6年> 1月12日) は、日本の地方公務員。内閣官房都市再生本部事務局次長、東京都港湾局長、東京都産業労働局長、中央大学経済学部特任教授などを歴任した。瑞宝小綬章受章。位階は正六位。

## 人物・経歴
福岡県生まれ。1966年東京都立戸山高等学校卒業。1971年東京大学法学部私法コース卒業、東京都入庁。1986年から87年まで東京都ニューヨーク駐在員。
豊島区出向、東京ビッグサイト総務部長等を歴任し、1992年東京都総務局人事部人事課長。1994年東京国際見本市協会管理部長。
1996年東京都衛生局企画担当部長。1999年東京都財務局主計部長。2001年東京都知事本部理事、内閣官房都市再生本部事務局次長。2003年東京都港湾局長。2005年東京都産業労働局長。
2006年自治体国際化協会監事。2007年明治大学ガバナンス研究科兼任講師、荒川区産業振興懇談会委員。2009年日本国際連合協会東京都本部理事。2010年中央大学経済学部インターンシップ客員講師、自治体国際化協会理事。2012年中央大学経済学部特任教授。
東京都交友会常任理事、大田区多文化共生推進協議会会長、東京都開発審査会会長代理、国際都市おおた協会理事長等も歴任した。2017年秋の叙勲で瑞宝小綬章受章。龍ケ崎市在住で、流通経済大学法学部のゲスト講義なども行った。専門は都市経営、地方財政。2024年1月 死去。死没日付をもって正六位に叙された。